# Ludwig von Hessen und bei Rhein

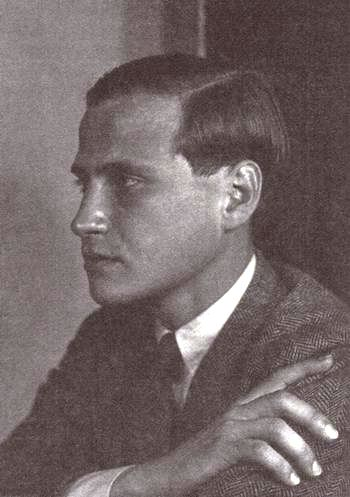
Ludwig Prinz von Hessen und bei Rhein in den 1920er Jahren

Ludwig Hermann Alexander Chlodwig Prinz von Hessen und bei Rhein (* 20. November 1908 in Darmstadt; † 30. Mai 1968 in Frankfurt am Main) war der jüngere Sohn des letzten regierenden Großherzogs Ernst Ludwig von Hessen und bei Rhein (1868–1937) und dessen zweiter Gemahlin Prinzessin Eleonore zu Solms-Hohensolms-Lich (1871–1937).

## Leben

Ludwig mit seinen Eltern und dem älteren Bruder Georg Donatus (1910)

Prinz Ludwig wuchs gemeinsam mit seinem zwei Jahre älteren Bruder Georg Donatus abwechselnd im Schloss Wolfsgarten und im Neuen Palais in Darmstadt auf. Zur Zeit des Ersten Weltkriegs erhielt er ersten Privatunterricht. Ludwig, im Familienkreis „Lu“ genannt, wurde wie sein Bruder fast ausnahmslos zu Hause unterrichtet. Das externe Abitur im Alten Realgymnasium bestanden beide am 6. März 1926. Danach studierte Ludwig Archäologie und Kunstgeschichte mit dem Spezialgebiet Ornamentik an den Universitäten Darmstadt, Lausanne und München.
Nach seinem Studium wurde der ausgebildete Kunsthistoriker Attaché an der deutschen Botschaft in London. In Oberbayern lernte Ludwig die viereinhalb Jahre jüngere Margaret Campbell Geddes kennen, Tochter des britischen Diplomaten und Professors Sir Auckland Campbell Geddes und der Amerikanerin Isabella Gamble Ross. Ludwig und Margaret entschlossen sich bei den Olympischen Winterspielen 1936 in Garmisch-Partenkirchen zu heiraten. Nachdem die Hochzeit wegen des Todes von Ludwigs Vater, des 1918 abgesetzten Großherzogs Ernst Ludwig, auf den 20. November 1937 (Ludwigs 29. Geburtstag) verschoben worden war, kamen Ludwigs Mutter Eleonore, sein Bruder Georg Donatus, dessen Ehefrau Cäcilie und deren gemeinsame Kinder Ludwig und Alexander am 16. November bei einem Flugunfall in der Nähe von Ostende ums Leben, als die Gesellschaft zur Hochzeit nach London reisen wollte. Daraufhin trat Ludwig als letzter männlicher Nachkomme seiner Familie das Erbe des Hauses Hessen-Darmstadt gemeinsam mit Margaret an, die er in einer vorverlegten, stillen Trauungszeremonie am 17. November 1937 ehelichte. Den Tod seiner Familie konnte Ludwig nie ganz verwinden – „Eine disziplinierte Schwermut zeichnete ihn aus.“
Ludwig trat zum 1. Mai 1937 der NSDAP bei (Mitgliedsnummer 5.900.506). Im Zweiten Weltkrieg wurde Ludwig zum Militärdienst eingezogen. Bald darauf wurde er gemeinsam mit anderen Angehörigen früherer regierender Häuser aus der Wehrmacht entlassen (siehe Prinzenerlass). Daraufhin zog er sich mit seiner Frau, die aufgrund ihrer britischen Herkunft für Argwohn sorgte, nach Schloss Wolfsgarten zurück.
Nach Ende des Weltkriegs engagierte sich das Paar für den Wiederaufbau Darmstadts, für Kunst, Museen und karitative Einrichtungen, wie das Alice-Hospital, das Eleonorenheim und das Rote Kreuz. Durch eine Ausleihe der berühmten Darmstädter Madonna an das Museum in Basel ermöglichten sie in den 1940er und 1950er Jahren Darmstädter Kindern, den Madonnenkindern, Ferienaufenthalte im schweizerischen Davos.  Ludwig war unter anderem auch Mitbegründer des Institut für Neue Technische Form,  des Rates für Formgebung, des Bauhaus-Archivs, schuf die Neue Künstlerkolonie Rosenhöhe und gestaltete den deutschen Pavillon für die Expo 1958 in Brüssel mit. Als Liebhaber der klassischen Musik förderte er die Ansbacher Festwochen und das Aldeburgh Festival. Für den befreundeten Benjamin Britten übersetzte er Texte und ließ den englischen Komponisten nach Wolfsgarten kommen, wo Teile seiner 1973 veröffentlichten Oper Death in Venice entstanden.
Die Ehe von Ludwig und Margaret, die bei der hessischen Bevölkerung als sehr beliebt galten, blieb kinderlos. Beide hatten nach dem Tod von Georg Donatus das einzig überlebende Kind Johanna (* 1936) adoptiert, das jedoch schon 1939 an einer Hirnhautentzündung starb. Ludwig starb 1968 im Alter von 59 Jahren. Der Trauergottesdienst fand am 6. Juni 1968 in der Stadtkirche Darmstadt im Beisein des europäischen Hochadels statt. Ludwig liegt gemeinsam mit seiner Ehefrau Margaret (1913–1997) in einem schlichten Erdgrab auf der Rosenhöhe begraben, in unmittelbarer Nähe des Gemeinschaftsgrabes seiner Eltern und der verunglückten Familie seines Bruders.
Ludwig Prinz von Hessen adoptierte 1960 Moritz von Hessen-Kassel (1926–2013), in dessen Person die beiden seit 1567 getrennten Linien des Hauses Hessen sich schließlich wieder vereinigten.

## Ahnentafel
| Ahnentafel Prinz Ludwigs                           | Ahnentafel Prinz Ludwigs | Ahnentafel Prinz Ludwigs | Ahnentafel Prinz Ludwigs | Ahnentafel Prinz Ludwigs | Ahnentafel Prinz Ludwigs | Ahnentafel Prinz Ludwigs | Ahnentafel Prinz Ludwigs | Ahnentafel Prinz Ludwigs |
| -------------------------------------------------- | --- | --- | --- | --- | --- | --- | --- | --- |
| Urgroßeltern                                       | Prinz Karl von Hessen und bei Rhein (1809–1877) ⚭ 1836 Prinzessin Elisabeth von Preußen (1815–1885)                          | Prinz Karl von Hessen und bei Rhein (1809–1877) ⚭ 1836 Prinzessin Elisabeth von Preußen (1815–1885)                          | Prinz Albert von Sachsen-Coburg und Gotha (1819–1861) ⚭ 1840 Königin Victoria (Vereinigtes Königreich) (1819–1901)           | Prinz Albert von Sachsen-Coburg und Gotha (1819–1861) ⚭ 1840 Königin Victoria (Vereinigtes Königreich) (1819–1901)           | Prinz Ferdinand zu Solms-Hohensolms-Lich (1806–1876) ⚭ 1836 Gräfin Caroline von Collalto und San Salvatore (1818–1855)       | Prinz Ferdinand zu Solms-Hohensolms-Lich (1806–1876) ⚭ 1836 Gräfin Caroline von Collalto und San Salvatore (1818–1855)       | Graf Wilhelm zu Stolberg-Wernigerode (1807–1898) ⚭ 1835 Gräfin Elisabeth zu Stolberg-Rossla (1817–1896)                      | Graf Wilhelm zu Stolberg-Wernigerode (1807–1898) ⚭ 1835 Gräfin Elisabeth zu Stolberg-Rossla (1817–1896)                      |
| Großeltern                                         | Großherzog Ludwig IV. von Hessen und bei Rhein (1837–1892) ⚭ 1862 Prinzessin Alice von Großbritannien und Irland (1843–1878) | Großherzog Ludwig IV. von Hessen und bei Rhein (1837–1892) ⚭ 1862 Prinzessin Alice von Großbritannien und Irland (1843–1878) | Großherzog Ludwig IV. von Hessen und bei Rhein (1837–1892) ⚭ 1862 Prinzessin Alice von Großbritannien und Irland (1843–1878) | Großherzog Ludwig IV. von Hessen und bei Rhein (1837–1892) ⚭ 1862 Prinzessin Alice von Großbritannien und Irland (1843–1878) | Fürst Hermann Adolf zu Solms-Hohensolms-Lich (1838–1899) ⚭ 1865 Gräfin Agnes zu Stolberg-Wernigerode (1842–1904)             | Fürst Hermann Adolf zu Solms-Hohensolms-Lich (1838–1899) ⚭ 1865 Gräfin Agnes zu Stolberg-Wernigerode (1842–1904)             | Fürst Hermann Adolf zu Solms-Hohensolms-Lich (1838–1899) ⚭ 1865 Gräfin Agnes zu Stolberg-Wernigerode (1842–1904)             | Fürst Hermann Adolf zu Solms-Hohensolms-Lich (1838–1899) ⚭ 1865 Gräfin Agnes zu Stolberg-Wernigerode (1842–1904)             |
| Eltern                                             | Großherzog Ernst Ludwig von Hessen und bei Rhein (1868–1937) ⚭ 1905 Prinzessin Eleonore zu Solms-Hohensolms-Lich (1871–1937) | Großherzog Ernst Ludwig von Hessen und bei Rhein (1868–1937) ⚭ 1905 Prinzessin Eleonore zu Solms-Hohensolms-Lich (1871–1937) | Großherzog Ernst Ludwig von Hessen und bei Rhein (1868–1937) ⚭ 1905 Prinzessin Eleonore zu Solms-Hohensolms-Lich (1871–1937) | Großherzog Ernst Ludwig von Hessen und bei Rhein (1868–1937) ⚭ 1905 Prinzessin Eleonore zu Solms-Hohensolms-Lich (1871–1937) | Großherzog Ernst Ludwig von Hessen und bei Rhein (1868–1937) ⚭ 1905 Prinzessin Eleonore zu Solms-Hohensolms-Lich (1871–1937) | Großherzog Ernst Ludwig von Hessen und bei Rhein (1868–1937) ⚭ 1905 Prinzessin Eleonore zu Solms-Hohensolms-Lich (1871–1937) | Großherzog Ernst Ludwig von Hessen und bei Rhein (1868–1937) ⚭ 1905 Prinzessin Eleonore zu Solms-Hohensolms-Lich (1871–1937) | Großherzog Ernst Ludwig von Hessen und bei Rhein (1868–1937) ⚭ 1905 Prinzessin Eleonore zu Solms-Hohensolms-Lich (1871–1937) |
| Ludwig (1908–1968), Prinz von Hessen und bei Rhein | | | | | | | | |

## Auszeichnungen und Ehrungen
- Silberne Verdienstplakette der Stadt Darmstadt (gemeinsam mit seiner Ehefrau Margaret)
- Goethe-Plakette des Landes Hessen